# Simon de Lipnica
Pour les articles homonymes, voir Saint Simon.
Simon de Lipnica (Lipnica Murowana, 1435 - Cracovie, 18 juillet 1482) est un prêtre franciscain observant polonais reconnu saint par l'Église catholique.

## Biographie
Simon de Lipnica naquit vers 1435/1440 en Pologne, à Lipnica Murowana dans une famille modeste.
C'était un enfant pieux, priant beaucoup, très attaché à la Sainte Vierge.
En 1454, il intégra l'Académie de Cracovie. C'est là qu'il put entendre les prédications de saint Jean de Capistran, dont la ferveur enthousiasmait les foules, et attirait la jeunesse vers la vie franciscaine.
C'est ainsi que Simon rejoignit le couvent de Stradom à Cracovie et fut ordonné prêtre en 1460. Il exerça son ministère d'abord à Tarnów, avant de devenir prédicateur à la cathédrale de Wawel, dès 1463.
Il partit en Italie en 1472 pour la translation du corps de saint Bernardin de Sienne, puis, il suivit le chapitre général des Frères mineurs à Pavie en 1478, avant de se rendre d'abord à Rome sur les traces des apôtres Pierre et Paul, et enfin sur les pas de saint François d'Assise, en Terre sainte.
Pendant l'épidémie de peste à Cracovie, entre 1482 et 1483, frère Simon se dévoua inlassablement aux soins des malades et des mourants. Il fut à son tour atteint par la maladie et mourut le 18 juillet 1482 après avoir demandé à être enseveli sous le seuil de l'église afin d'être foulé aux pieds par tous ceux qui passaient là.

## Béatification - canonisation
- Béatifié le 24 février 1685 par le pape Innocent XI, en reconnaissance du culte "ab immemorabili qui lui était rendu, sa cause en canonisation fut reprise par le pape Pie XII le 25 juin 1948.
- Il a été canonisé le 3 juin 2007 par le pape Benoît XVI en même temps que :
  - Giorgio Preca
  - Karel Van Sint Andries Houben
  - Marie-Eugénie Milleret

## Citation
- Du Pape Benoît XVI lors de la cérémonie de canonisation de Simon de Lipnica :

« Ainsi, rempli de la miséricorde qu’il puisait dans l’Eucharistie, il n’hésita pas à venir en aide aux malades frappés par la peste, contractant cette maladie qui le conduisit lui aussi à la mort. Nous confions aujourd’hui de manière particulière à sa protection ceux qui souffrent en raison de la pauvreté, de la maladie, de la solitude et de l’injustice sociale ».

## Iconographie

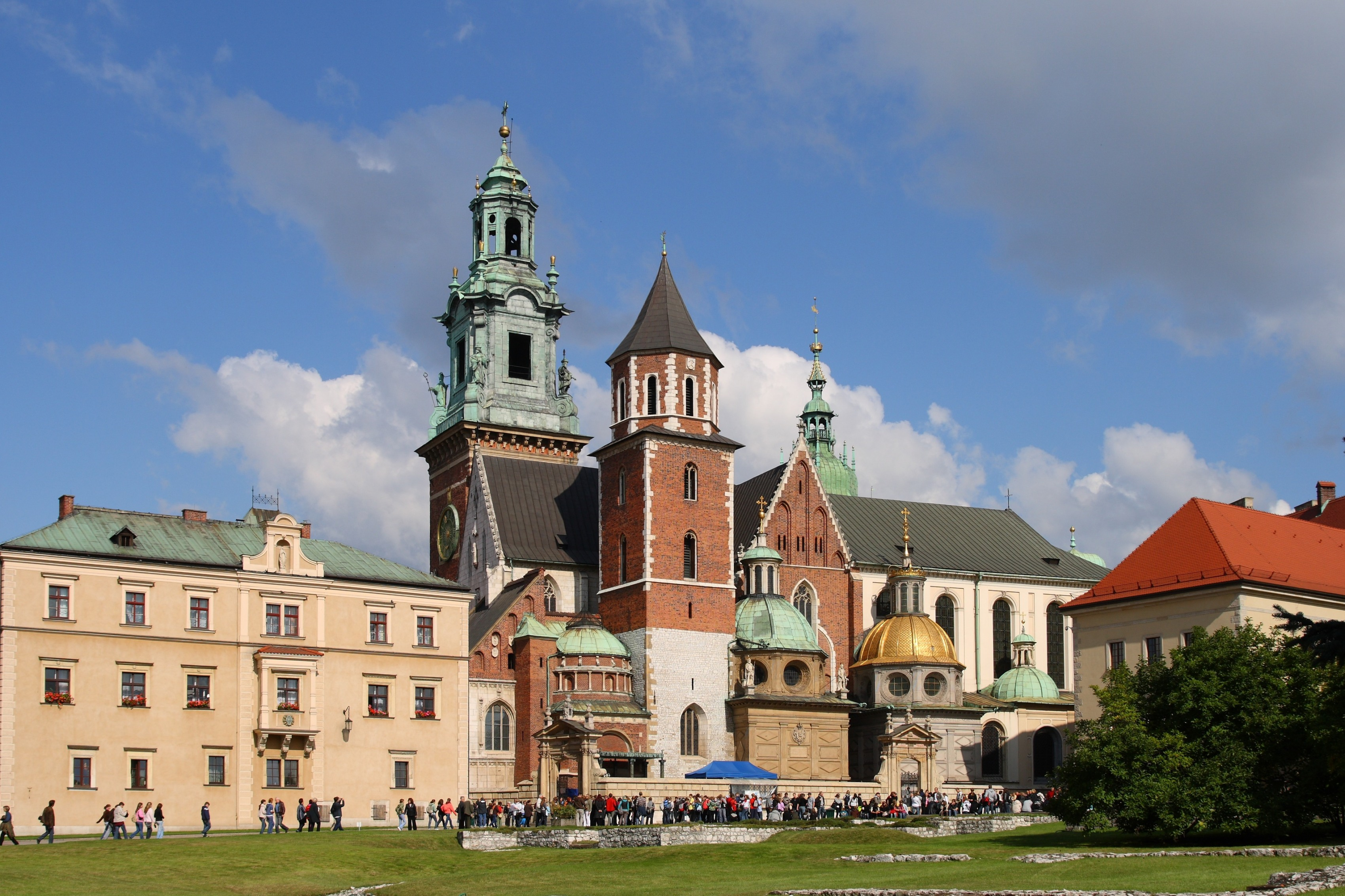
Cathédrale de Wawel
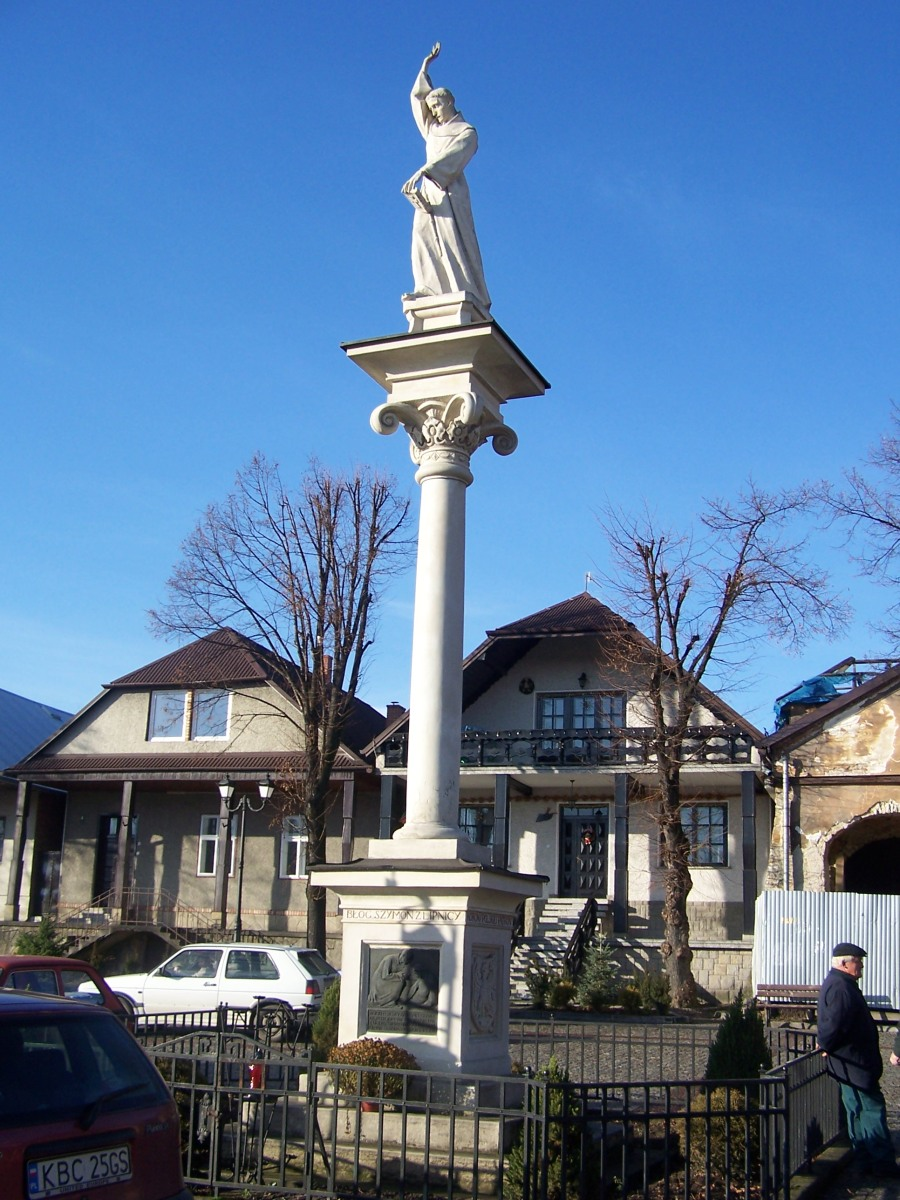
Colonne de Simon de Lipnica, à Lipnica Murowana
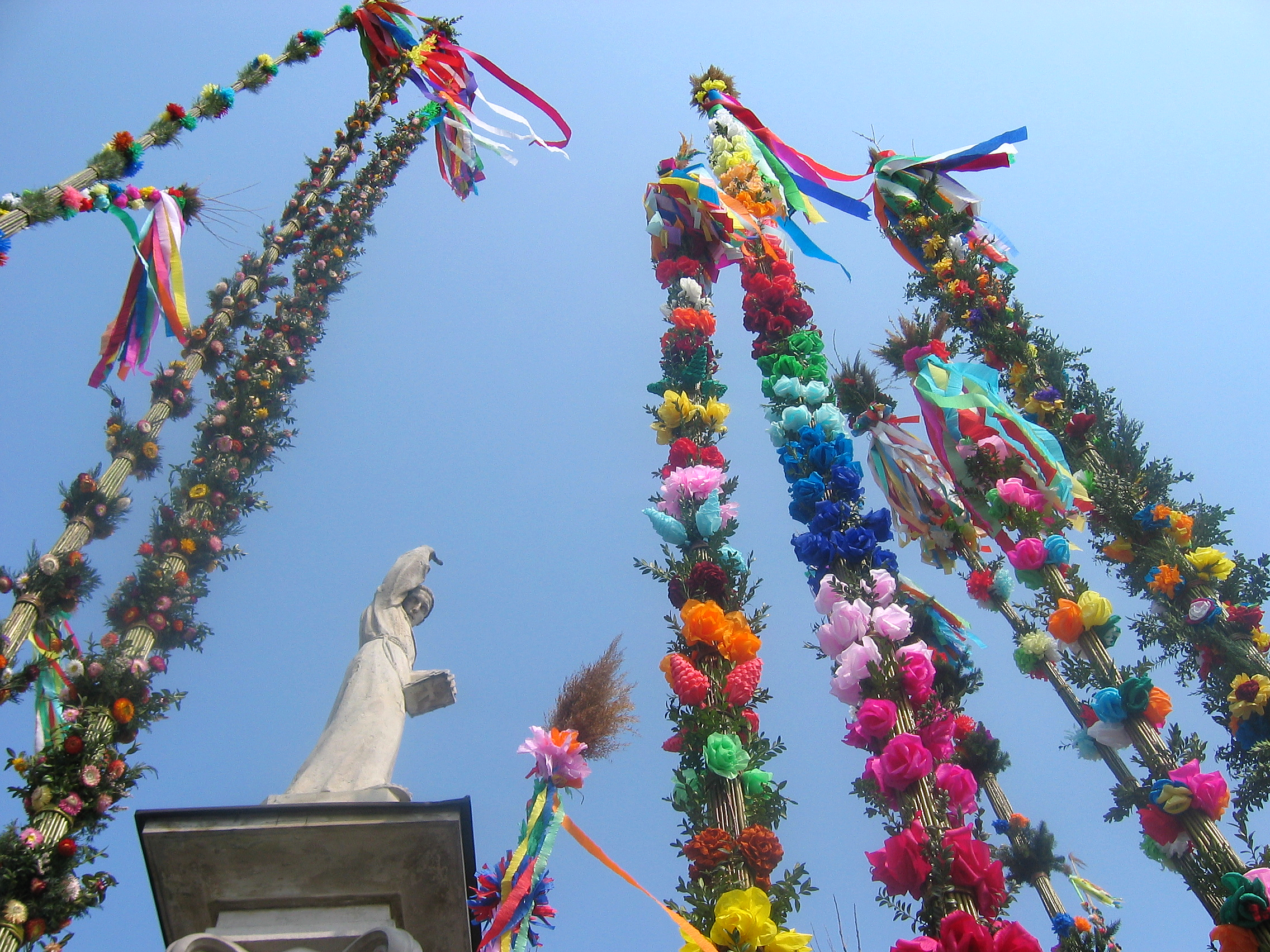
Fête des Rameaux autour de la colonne de Saint Simon